# Inge Holzer-Siebert
Pour les articles homonymes, voir Holzer et Siebert.
Inge Holzer-Siebert, née le 30 septembre 1944 à Linz et morte le 6 mai 1971 à Munich, était une actrice autrichienne.
Elle est surtout connue pour ses rôles dans des productions théâtrales et télévisuelles, notamment dans Komödienstadel et dans la série de la ZDF Königlich Bayerisches Amtsgericht (de).

## Biographie
Inge Holzer-Siebert est née le 30 septembre 1944 à Linz, en Autriche. Ses parents étaient Annemarie et Siegfried Brungraber. Dès l'âge de 17 ans, elle a commencé sa formation d'actrice à l'école de théâtre de Linz. Après ses débuts au Landestheater de Linz, elle a déménagé à Munich, où elle a obtenu des engagements au Volkstheater de Munich et au cabaret Annast. Parallèlement à sa carrière d'actrice, elle a consacré son temps libre à la cuisine - en particulier la cuisine autrichienne, française et espagnole - et à la lecture. Inge Holzer-Siebert était mariée. Son fils unique Michael (* 1966) est graphiste, photographe et CEO d'une agence de marketing.

## Carrière

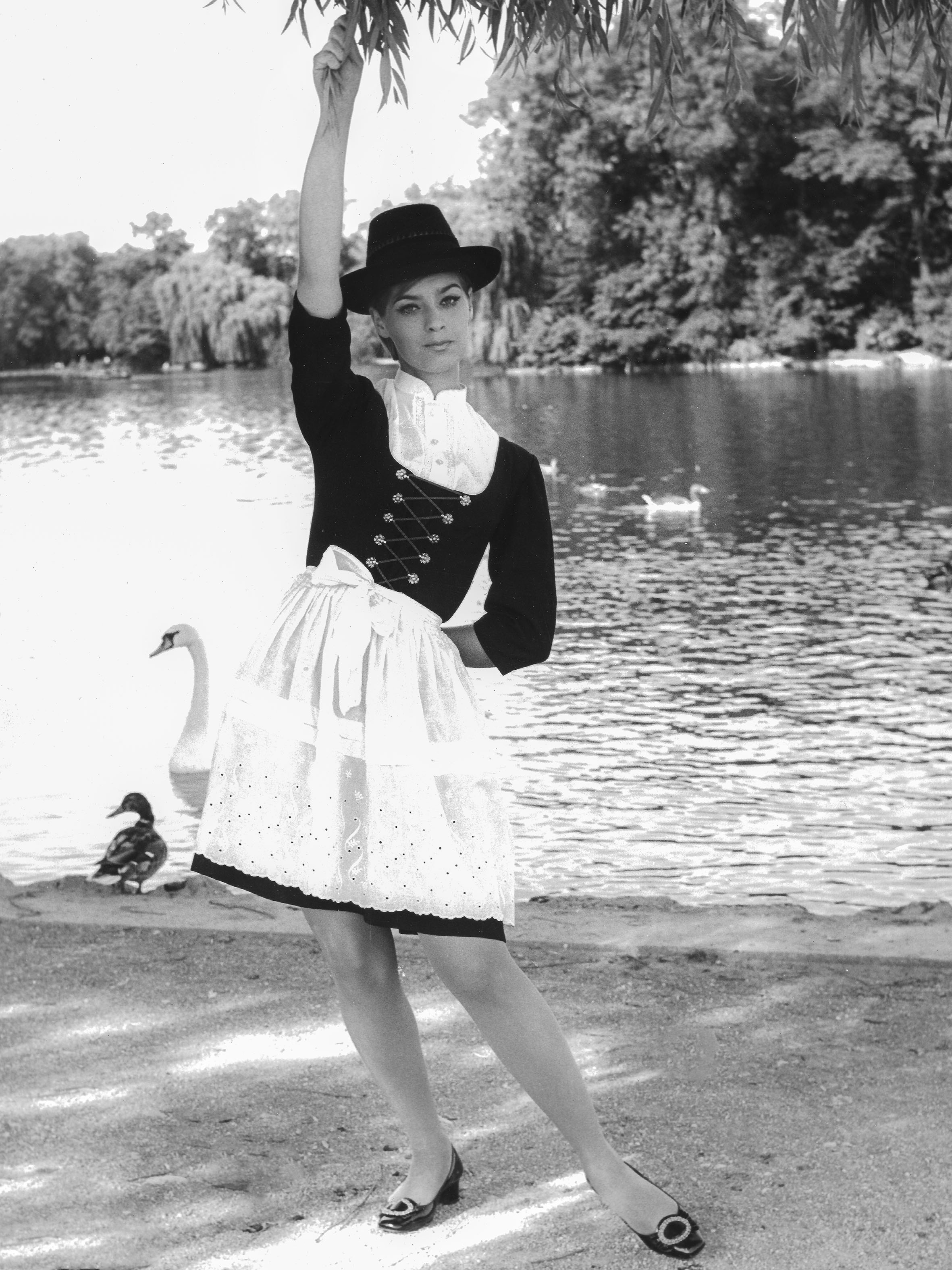
Inge Holzer-Siebert dans le Jardin Anglais à Munich (1964).

Inge Holzer-Siebert a été engagée pendant plusieurs saisons au Tegernseer Volkstheater (de) et au Chiemgauer Volkstheater (de). Elle y a surtout joué des rôles d'amantes adolescentes dans des pièces de théâtre populaire bavarois. Elle s'est fait connaître dans tout le pays grâce à ses apparitions dans la série de la ZDF Königlich Bayerisches Amtsgericht (de), dans laquelle elle a joué différents rôles, notamment celui de la serveuse Wally. Elle a fait l'une de ses apparitions les plus marquantes dans la mise en scène de Der Ehestreik d'Olf Fischer. La pièce fut jouée pour la première fois le 10 octobre 1970 au Deutsches Theater de Munich et fut diffusée plus tard à la télévision bavaroise dans le cadre de la série 'Der Komödienstadel'. Holzer-Siebert incarnait dans cette production la serveuse Hanni. La première télévisée de 'Der Eheestreik' eut lieu le 29 août 1971, quelques mois après sa mort.

## Apparitions télévisées
| Date d'envoi | Saison TV / Episodes | Titre de l'émission de télévision  | Rôle à la télévision                  |
| ------------ | -------------------- | ---------------------------------- | ------------------------------------- |
| 20.01.1969   | 1 / 2                | Chahut de la bière                 | Serveuse Wally                        |
| 03.02.1969   | 1 / 4                | Veilleur de nuit                   | Serveuse Wally                        |
| 17.02.1969   | 1 / 6                | La forêt et les arbres             | Serveuse Wally                        |
| 21.04.1969   | 1 / 14               | L'athée                            | Serveuse Wally                        |
| 12.05.1969   | 1 / 17               | L'heure de police                  | Serveuse Walburga 'Wally' Oberndorfer |
| 19.02.1971   | 2 / 17               | Le chargeur de mariage et son tour | Kathi Stanglmeier                     |
| 02.04.1971   | 2 / 23               | Le vol de bétail                   | Serveuse Annemirl                     |

Le rôle télévisé de Kathi Stanglmeier dans "Der Hochzeitslader und sein Trick" et en tant que Wally Oberndorfer "Die Polizeistund’" étaient des séries télévisées populaires.

## Filmographie
- 1969–1971: ZDF Königlich Bayerisches Amtsgericht – divers rôles, dont celui de serveuse 'Wally'

## Pièces radiophoniques (sélection)
- Maximilian Vitus (de), Oskar Weber (de) : Der Komödienstadel (de) : Das Millionenbett – Montage et réalisation : Olf Fischer (de) (montage de pièces radiophoniques – BR)

## Théâtre
L'un de ses rôles les plus connus sur scène était dans la pièce Der Ehestreik, dont la première a eu lieu le 10 octobre 1970 au Deutsches Theater de Munich. Elle a joué le rôle de la serveuse Hanni aux côtés d'acteurs populaires connus Maxl Graf (de), Ludwig Schmid-Wildy (de), Erni Singerl (de) et Peter Steiner.